# Ochicanthon
Ochicanthon är ett släkte av skalbaggar. Ochicanthon ingår i familjen bladhorningar.

## Dottertaxa tillOchicanthon, i alfabetisk ordning[1]
- Ochicanthon besucheti
- Ochicanthon cambeforti
- Ochicanthon ceylonicus
- Ochicanthon cingalensis
- Ochicanthon crockermontis
- Ochicanthon crypticus
- Ochicanthon danum
- Ochicanthon deplanatus
- Ochicanthon devagiriensis
- Ochicanthon dulitmontis
- Ochicanthon dytiscoides
- Ochicanthon edmondsi
- Ochicanthon ernei
- Ochicanthon gangkui
- Ochicanthon gauricola
- Ochicanthon hanskii
- Ochicanthon hikidai
- Ochicanthon javanus
- Ochicanthon karasuyamai
- Ochicanthon kikutai
- Ochicanthon kimanis
- Ochicanthon laetus
- Ochicanthon loebli
- Ochicanthon maryatiae
- Ochicanthon masumotoi
- Ochicanthon mulu
- Ochicanthon murthyi
- Ochicanthon mussardi
- Ochicanthon neglectus
- Ochicanthon nitidus
- Ochicanthon obscurus
- Ochicanthon ochii
- Ochicanthon oharai
- Ochicanthon parantisae
- Ochicanthon peninsularis
- Ochicanthon punctatus
- Ochicanthon rombauti
- Ochicanthon takakui
- Ochicanthon tambunan
- Ochicanthon thai
- Ochicanthon thailandicum
- Ochicanthon tristis
- Ochicanthon tristoides
- Ochicanthon uedai
- Ochicanthon vazdemelloi
- Ochicanthon woroae